# 魚類学
魚類学（ぎょるいがく、英語: Ichthyology）は動物学の一部で、魚類に関する学問である。硬骨魚綱とサメやエイなどの軟骨魚綱、無顎類を含む。
海洋生物学や陸水学、海洋学などと密接な関係がある。

## 著名な魚類学者
- デイビッド・スター・ジョーダン
- ローザ・スミス＝アイゲンマン
- 石川千代松
- 飯島魁
- ヨハネス・シュミット
- 田中茂穂（東京帝国大学教授・三崎臨海実験所長）
- 内田恵太郎
- 末広恭雄
- 松原喜代松
- 上皇明仁
- 塚本勝巳
- 帰山雅秀（北海道大学大学院教授）
- 中坊徹次(京都大学名誉教授)
- さかなクン
- Joseph S. Nelson ( Fishes of the World)